# Université Fan-Noli
L'université Fan-Noli est une université publique située à Korçë, en Albanie.

## Historique
L'établissement est fondé en 1971 lorsque la Korca Filial (cours pour adultes au lycée Evening de Korçë) rejoint l'Institut supérieur d'agriculture de Korça. 43 étudiants font partie de sa première promotion (1976). De 1976 à 1990, 1 200 étudiants sont sortis diplômés de l'université Fan-Noli.
L'établissement porte depuis 1994 le nom de Fan Noli, un homme politique albanais. En 1993, l'université ouvre une section dédiée au tourisme et à l'hôtellerie au sein de sa faculté d'économie, et une école d'infirmerie en 1994. En 2014, le Centre d'études albanologiques, soutenu par l'école française d'Athènes et le ministère des Affaires étrangères s'installe dans les locaux de l'université Fan-Noli.
En mars 2014, l'université Fan-Noli signe un programme de collaboration avec l'université Aristote de Thessalonique.

## Facultés
- Faculté d'agriculture
- Faculté d'économie
- Faculté d'éducation et de philologie
- Faculté des sciences humaines et naturelles